# Slaget vid Kauhajoki
Slaget vid Kauhajoki var ett slag under finska kriget 1808–1809. Slaget stod mellan svenska och ryska styrkor den 10 augusti 1808 vid Kauhajoki.

## Bakgrund
Efter segern i slaget vid Lappo kunde den svenska offensiven fortsätta söderut. Men svenskarna blev stillastående som ett resultat av lågt initiativ och långsamma rörelser. Snart förflyttades dock en styrka under befäl av Carl von Otter söderut, där han bland annat segrade i slaget vid Samelinlakso. Kort därefter blev han dock tillsammans med Johan Fredrik Eek överfallen i slaget vid Parjakanneva, efter vilket de återförenades med Georg Carl von Döbeln. Därefter förbereddes ett försvar vid Kauhajoki.

## Slaget
Vid Kauhajoki anföll han en överlägsen rysk styrka och tvingade dem till reträtt. Än en gång berättar legenden om hans heta temperament och kalla mod. Efter att han bevittnat den ryska råheten mot civilbefolkningen och bönderna i Kauhajoki utförde von Döbeln och hans mannar ett stordåd i slaget som följde. Ett ögonvittne sa: "Det genomfördes som på en övningsexercis". När ryssarna kom genom den första linjen hoppade von Döbeln upp på en milsten som fanns bredvid honom. Han ropade till ryssarna: "Spring till helvetet, ni fördömde, och erhåll er belöning! Här står jag och här skall jag falla! Här ser ni mitt monument!".

## Slagskeden

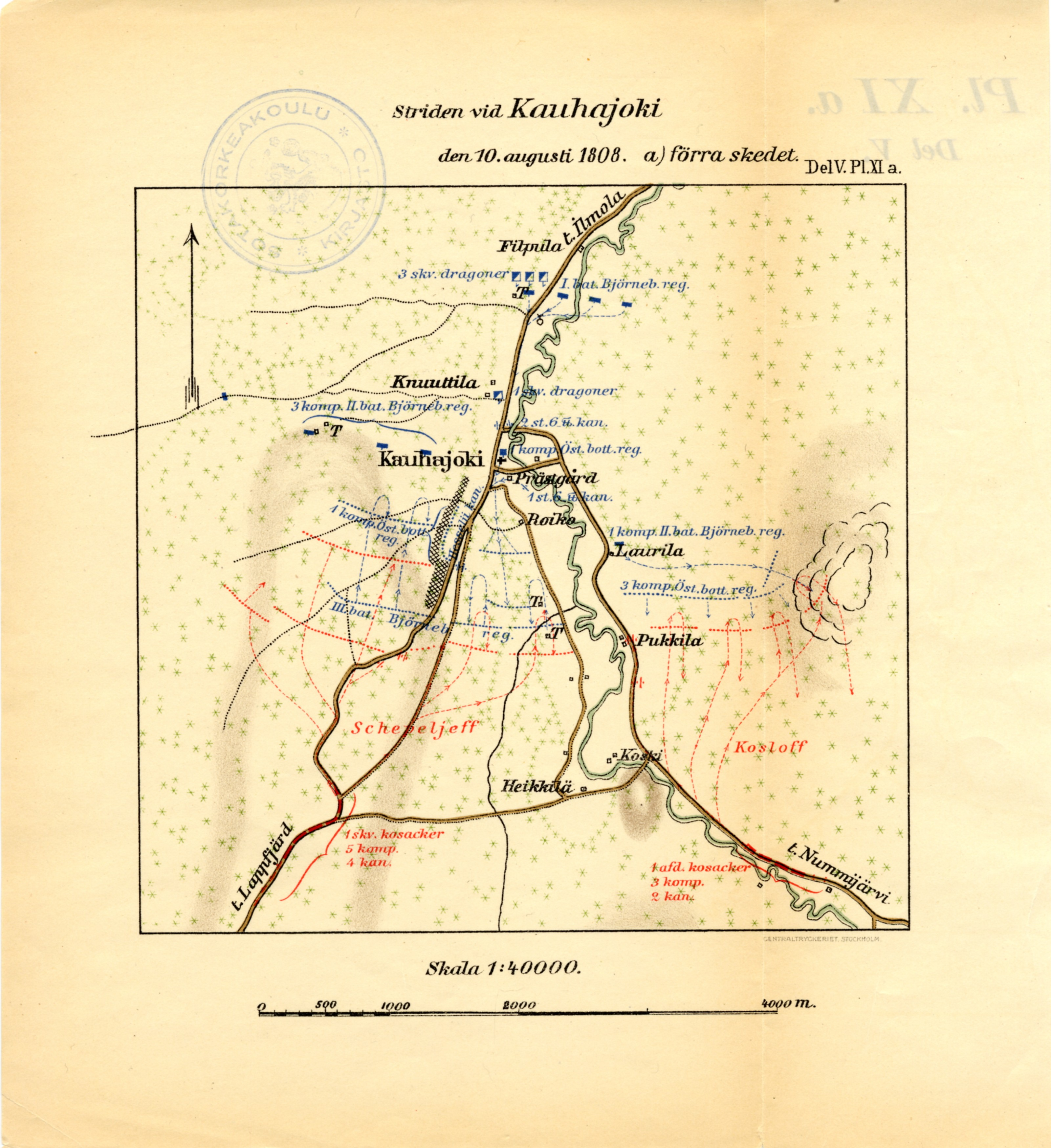
Första skedet i slaget vid Kauhajoki.
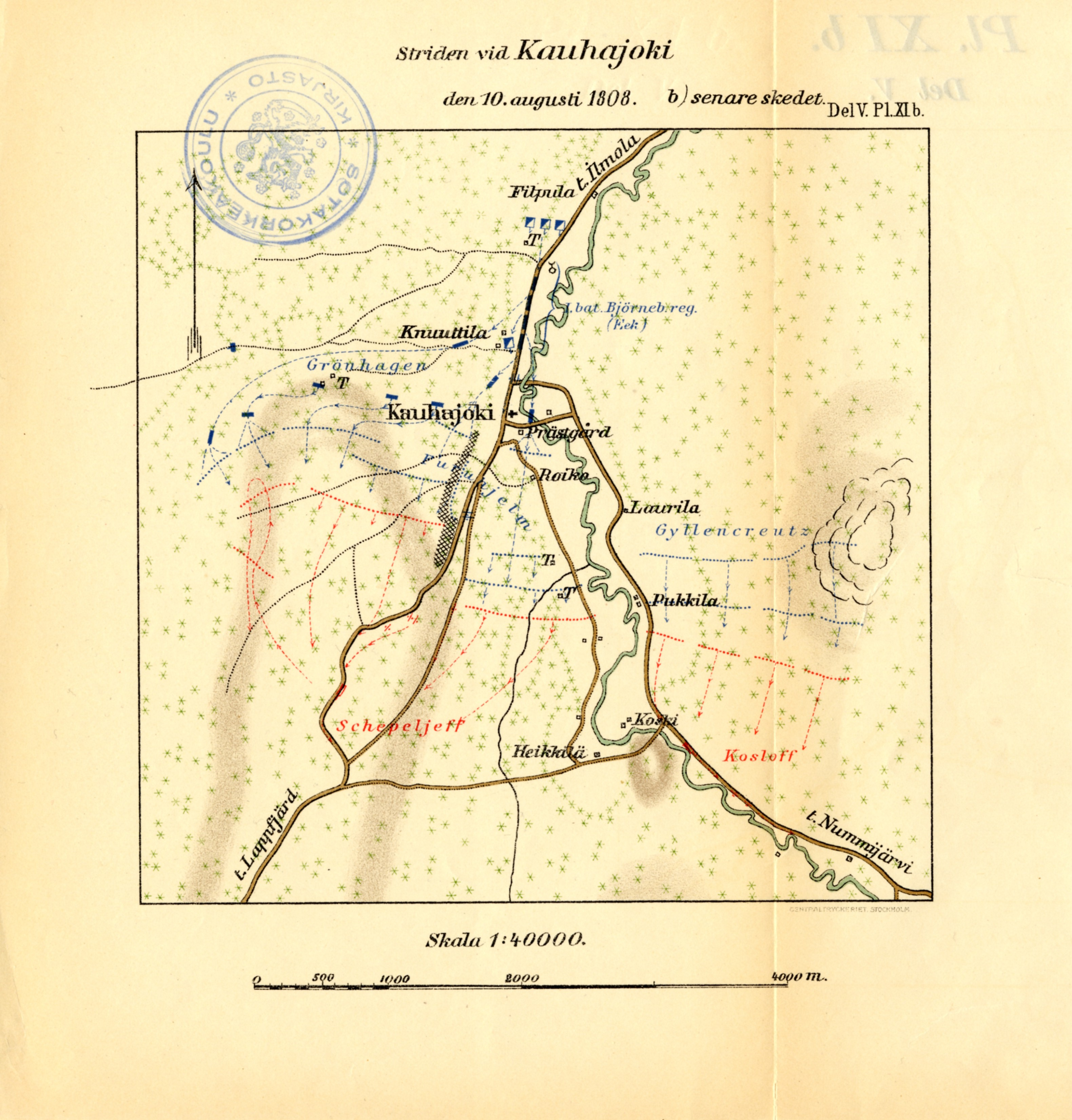
Andra skedet i slaget vid Kauhajoki.